# Annual Review of Ecology, Evolution, and Systematics
Annual Review of Ecology, Evolution, and Systematics (Annu Rev Ecol Evol Syst) ist eine begutachtete, internationale Fachzeitschrift für Ökologie und Evolutionsbiologie.
Die Zeitschrift wurde 1970 als Annual Review of Ecology and Systematics gegründet und änderte ihren Namen im Jahr 2003. Sie veröffentlicht eingeladene Review-Artikel zu Themen, die als zeitgemäß und wichtig erachtet werden. Die Artikel werden häufig dazu genutzt, den Einstieg in ein Forschungsfeld zu finden und für die Lehre. Der Impact Factor beträgt 13,9 und sie belegt Platz 4 von 706 Fachzeitschriften.